# Adrasto (nome)
Adrasto  è un nome proprio di persona italiano maschile.

## Varianti
- Femminili: Adrasta, Adrastea, Adrasteia

### Varianti in altre lingue
- Bulgaro: Адраст (Adrast)
  - Femminili: Адрастея (Adrasteja)
- Catalano: Adrast
  - Femminili: Adrastea
- Ceco: Adrástos
  - Femminili: Adrásteia
- Esperanto: Adrasto
  - Femminili: Adrastejo
- Francese: Adraste
  - Femminili: Adrastée
- Georgiano: ადრასტოსი (Adrast'osi)
  - Femminili: ადრასტეია (Adrast'eia)

- Greco antico: Ἄδραστος (Adrastos)[2][3]
  - Femminili: Ἀδράστεια (Adrasteia)[2][4]
- Greco moderno: Άδραστος  (Adrastos)
  - Femminili: Αδράστεια (Adrasteia)
- Latino: Adrastus[1]
  - Femminili: Adrastea, Adrasteia
- Lituano: Adrastas
  - Femminili: Adrastėja
- Polacco: Adrastos
  - Femminili: Adrastea

- Portoghese: Adrasto
  - Femminili: Adrasteia
- Russo: Адраст (Adrast)
  - Femminili: Адрастея (Adrasteja)
- Spagnolo: Adrasto
  - Femminili: Adrastea
- Ucraino: Адраст (Adrast)
  - Femminili: Адрастея (Adrasteja)
- Ungherese: Adrasztosz
  - Femminili: Adraszteia

## Origine e diffusione
È un nome augurale, derivato dal greco Ἄδραστος (Adrastos), basato sul verbo didraskein, "fuggire", preceduto da un'alfa privativa, e significa quindi "fermo", "colui che non fugge", o anche "inevitabile". È portato da più figure della mitologia greca, fra le quali spicca Adrasto, il re di Argo che fece parte dei Sette contro Tebe e fu l'unico di essi a ritornare vivo; anche al femminile ha tradizione classica, essendo portato da Adrastea, la ninfa che allevò Zeus.

## Onomastico
Essendo un nome adespota, cioè che non è portato da alcun santo patrono, l'onomastico si festeggia il 1º novembre, giorno di Ognissanti.

## Persone
- Adrasto d'Afrodisia, filosofo greco antico